# Truttendorf
Truttendorf ist ein Dorf in der Gemeinde Grafenstein in Kärnten. Es liegt etwa zwei Kilometer westlich von Grafenstein auf einer Anhöhe über der Gurk und hat 88 Einwohner (Stand 2024).
Seinen Namen verdankt das Dorf einer Furt durch den ehemals wilden Fluss, die schon im frühen Mittelalter bekannt war. Der Sage nach gingen an solchen Furten die Tretgeister um – der südkärntner Volksmund kennt sie als Truten oder Druden, sie zogen vorbeikommende Wanderer hinab in den Strudel.

## Geschichte
Bereits in spätrömischer Zeit, also in den Jahren der Völkerwanderung, muss in Truttdendorf ein germanischer Hof gelegen haben. Der Hof war das natürliche, administrative und gerichtliche Zentrum einer größeren Siedlung. Da ein solcher Hof mindestens 30 ha umfassen musste, war er immer der Sitz der führenden Schichten einer Gegend oder eines Landes. Grabungsreste aus diesen Tagen sind erhalten.
Truttendorf wurde bereits 963 urkundlich erwähnt, als Erzbischof Friedrich I. von Salzburg mit einer Kärntner Edlen, Frau Mathild von Gurnitz, einen Grundtausch vornahm. Dabei kam Truttendorf an die Frau Mathild. Bis ins Hochmittelalter gehörte das Dorf der edlen Familie von Truttendorf; ihr Wappen zeigt den Drudenfuß, bzw. das Pentagramm. Die Truttendorfer waren bis ins 14. Jahrhundert Ministerialen der Grafen von Görz. Mit Ostermann Truttendorfer, genannt in einer Urkunde von 1442, erlosch die Familie.
Bereits im 12. Jahrhundert entstand in Truttendorf zur Sicherung des Siedlungsraumes gegen die über den Loiblpass nach Unterkärnten eindringenden Türken ein Wehrturm. Er gehörte bis 1349 den Edlen von Truttendorf. Ihnen folgte als Träger dieses landesfürstlichen Lehens Jakob Zwytar nach. Die Familie von Zwytar stand im Dienst des Benediktinerstiftes St. Paul im Lavanttal. Das Geschlecht erlosch jedoch mit Margarethe Zwytar (oder nach anderen Urkunden Zwitter), deren Ehemann, Hans Mordax 1468 mit Truttendorf belehnt wird. Als seinen Stellvertreter setzte er den Edlen Niklas Wildenstainer ein. Ihm oblag die Pflicht der Verteidigung des umliegenden Landes und der Gehöfte gegen die erneut eindringenden Türken. Tatsächlich konnte der Wildenstainer 1476 den Turm erfolgreich gegen die Belagerung durch die Türken verteidigen.
1481 verkaufte Hans Mordax den Wehrturm und das zugehörige Land an Niklas Wildenstainer. Noch im selben Jahr erwarb der Edle Christoph Höritsch den immer noch verwüsteten Besitz. In diesem Jahr wurde Truttendorf kaiserliches Lehen.
1580 verkauften die Höritsch den Turm an Christoph Haim zu Truttendorf und Sorgendorf. Die Familie Haim ließ den Wehrturm abreißen und erbauten das Schloss Truttendorf. Eine Darstellung von Valvasor zeigt einen ausladenden, zweigeschoßigen Bau mit zwei massiven Vortürmen, umgeben von Stallungs- und Gesindegebäuden, hinter hohen und zinnenbewehrten Umgrenzungsmauern.
Das Geschlecht der Haim erlosch zu Beginn des 17. Jahrhunderts mit dem Abgeordneten zum ständischen Landtag, Andrä Haim zu Truttendorf und Sorgendorf. Am 25. April 1613 verkaufte er das Schloss an den Edlen Hans Kochler. Schon 1621 gingen Schloss und Edelsitz zu Truttendorf an den Edlen Johannes Khemetter zu Trybein über.
Das Geschlecht der Khemetter saß bis zum Jahre 1710 auf Schloss Truttendorf. Dann erlosch die Familie mit Johann Freiherr von Khemetter zu Triebein auf Truttendorf. Seine drei Töchter wurden nun nacheinander mit dem Schloss belehnt. Nach dem Tod von Franziska und Isabella Khemetter kam der Edelsitz 1739 auf Ultima Khemetter, die mit dem Schlossherren Anton Mettnitz zu Saager verheiratet war. Im Besitz der Herren Mettnitz zu Saager blieb die Herrschaft Truttendorf bis zu ihrem lehensrechtlichen Verkauf an Andrä Graf Orsini-Rosenberg am 1. Dezember 1777, der die Herrschaft auflöste und sie seinen eigenen Besitzungen in Grafenstein einverleibte.
Dennoch wurde das nunmehr nicht mehr zum Lehen gehörige Schloss zu Beginn des 19. Jahrhunderts an den Prinzen von und zu Liechtenstein verkauft. Ihm folgte Miller von Eichholz, anschließend Stefan Mauthner und nach ihm die Familie Stromberger im Besitz, die noch heute auf Truttendorf sitzen. Das Schloss wurde indes nach einem Brand um 1850 großteils abgetragen.

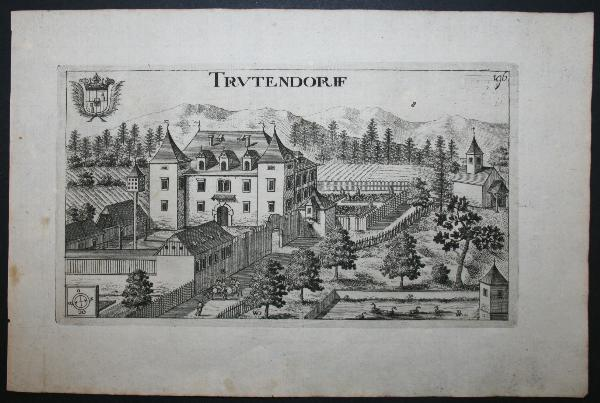
Valvasors Darstellung von Schloss Truttendorf aus Topographia Ducatus Carniolae modernae, um 1679
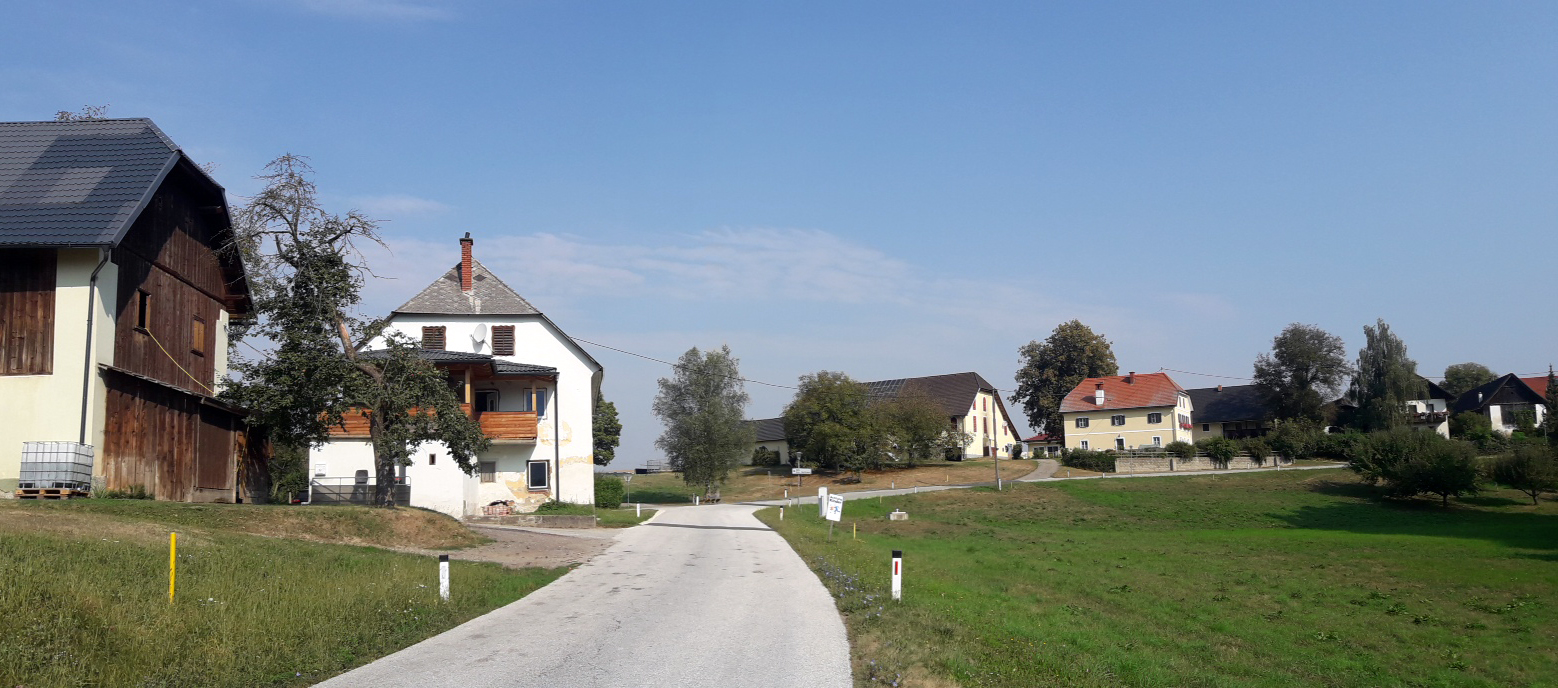
Ortsdurchfahrt von Truttendorf